# 2125
Năm 2125 (số La Mã: MMCXXV) là một năm trong lịch Gregory, nó sẽ là năm thứ 2125 của Công nguyên hay của Anno Domini; năm thứ 125 của thiên niên kỷ 3 và năm thứ 25 của thế kỷ 22; và năm thứ sáu của thập niên 2120.